# Jevgeni Goloebev

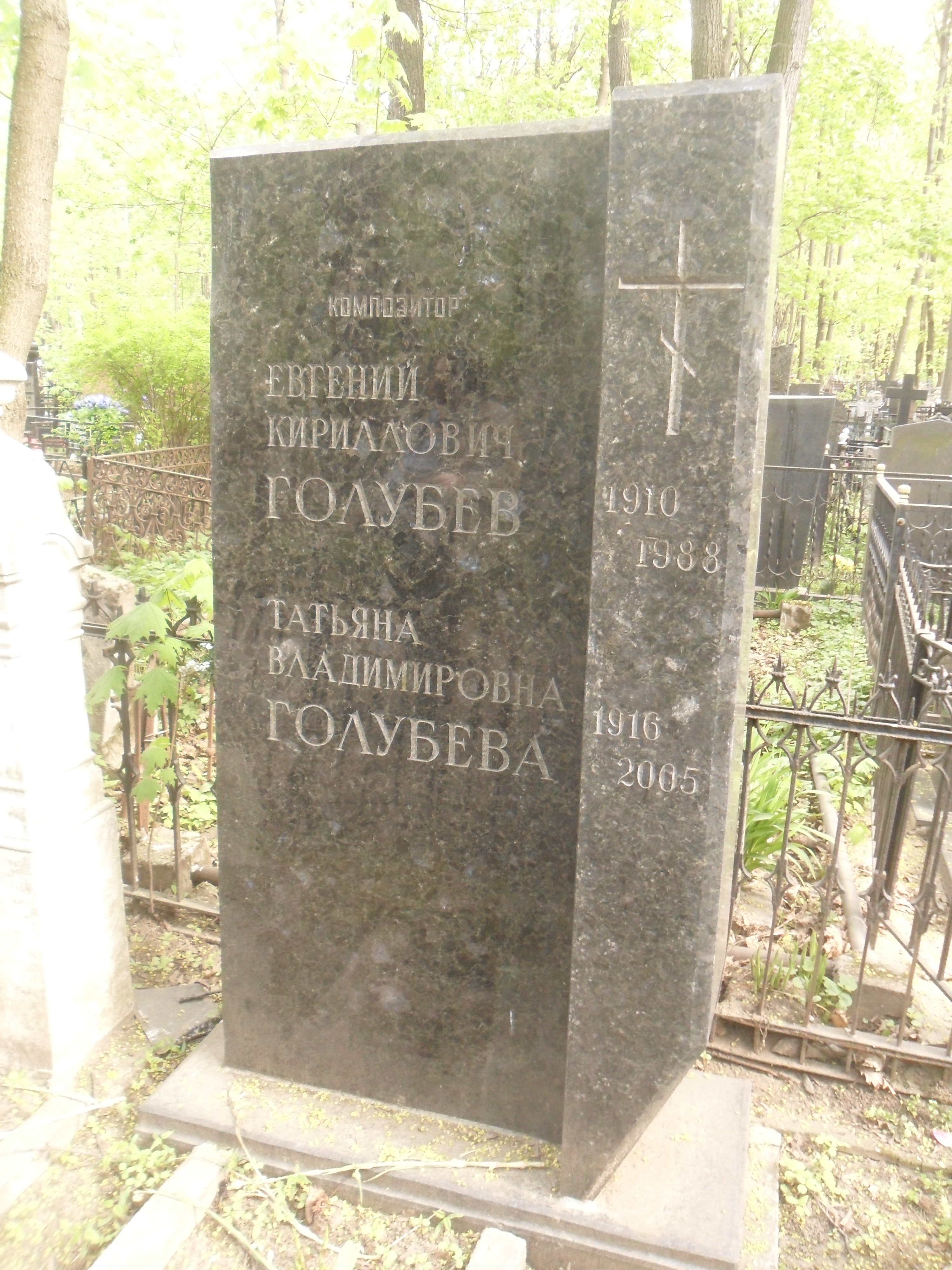
Graf van Jevgeni Goloebev

Jevgeni Kirillovitsj Goloebev (Russisch: Евгений Кириллиович Голубев) (Moskou; 16 februari [O.S.  1910] 3 juli – 25 december 1988) was een Russisch pianist en componist.
Hij kwam uit een familie die geen enkele binding had met muziek; gedurende de eerste jaren heeft hij zichzelf moeten opleiden. Een van de eerste stappen (zoals zo vaak) was meezingen in een kerkkoor. Op zijn negende begon zijn echte opleiding aan het Gnessin Staatsacademie voor Muziek; hij kreeg pianolessen van N. Miljoetina. Aan hetzelfde instituut volgde hij later colleges op het gebied van muziektheorie, compositie en nog steeds piano. In 1936 vertrok hij naar het Conservatorium van Moskou en kreeg daar opleiding van Nikolaj Mjaskovski. Latere docenten waren Nikolaj Zjiljajev en Sergej Prokofjev. Goloebev bleef altijd dankbaar voor zijn muzikale opleiding want diverse werken werden opgedragen aan zijn docenten, dan wel aan degene die hem inspireerden zoals Dmitri Sjostakovitsj. Gedurende de Tweede Wereldoorlog verbleef hij in Moskou en dat heeft een weerslag gehad op zijn toenmalige muziek. Even later kreeg hij te maken met de muzikale ban die door de Sovjet Autoriteiten werd uitgesproken over zogenaamde formalistische muziek. Goloebev zelf had daar niets mee te maken, doch zijn leraren des te meer.Zelf mocht Goloebev les gaan geven aan het conservatorium en kreeg onder meer Andrej Eshpai en Alfred Schnittke onder zijn hoede. Van 1956 tot 1959 was hij Hoofd Compositie aan het conservatorium en werd daarin onderscheiden. Later volgden nog meer functies binnen de Russische muziekwereld.  
Opnamen van zijn muziek zijn nauwelijks verkrijgbaar. Het Russische platenlabel Melodia heeft een beperkt aantal albums uitgebracht. In 2008 volgde een eerste compact disc-release met (matige) opnamen uit 1974 en 1976, waaronder zijn derde pianoconcert. Hij schreef voornamelijk binnen de klassieke genres: 24 strijkkwartetten, 7 symfonie, 3 pianoconcerten en 10 pianosonates (hijzelf was begenadigd pianist).